# Anna di Sassonia (1903-1976)
Anna di Sassonia, in tedesco Anna Monika Pia von Sachsen (Lindau, 4 maggio 1903 – Monaco di Baviera, 8 febbraio 1976), fu una principessa della casata di Sassonia.

## Biografia
Anna Monica Pia di Sassonia era la settima e la più giovane figlia di Federico Augusto III di Sassonia e di sua moglie Luisa d'Asburgo-Toscana, e sorella più giovane di Giorgio, principe ereditario di Sassonia, e di Federico Cristiano, margravio di Meissen. Attraverso il suo matrimonio con l'arciduca Giuseppe Francesco d'Austria, Anna fu un membro della casa Asburgo-Lorena e arciduchessa d'Austria, principessa reale d'Ungheria, Boemia e Croazia.
Mentre era incinta di Anna, sua madre Luisa lasciò la Sassonia il 9 dicembre 1902 senza i suoi figli. Anna nacque durante la separazione dei suoi genitori e dopo la sua nascita, Luisa mandò la bambina alla corte reale di Sassonia dove lei venne allevata con i suoi cinque fratelli dal padre Federico Augusto. Si diceva che Anna fosse figlia di André Giron, l'insegnante di francese dei suoi figli con il quale sua madre aveva brevemente vissuto.

## Matrimonio e figli

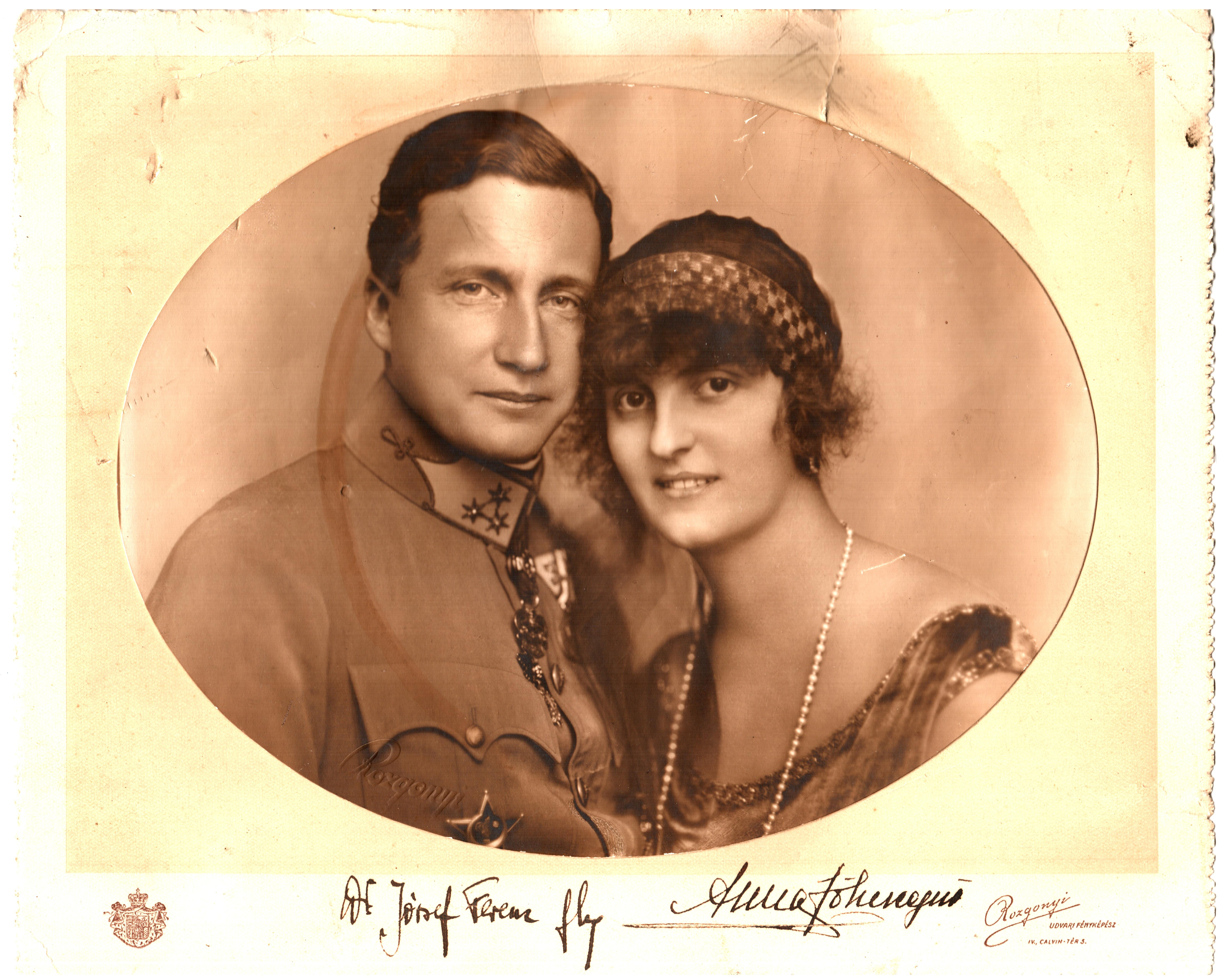
L'arciduca Giuseppe Francesco di Austria e la principessa Anna di Sassonia

Anna sposò l'arciduca Giuseppe Francesco d'Asburgo-Lorena, il maggiore dei figli dell'arciduca Giuseppe Augusto d'Asburgo-Lorena e di sua moglie la principessa Augusta di Baviera, il 4 ottobre 1924 nel castello di Sibyllenort, in Slesia. Anna e Giuseppe ebbero otto figli:
- arciduchessa Margherita d'Austria (17 agosto 1925 - 3 maggio 1979), sposò Alessandro Erba-Odescalchi, principe di Monteleone, ebbero figli;
- arciduchessa Ilona (20 aprile 1927 - 11 gennaio 2011) sposò il duca Giorgio Alessandro di Meclemburgo, ebbero figli;
- arciduchessa Anna Teresa (19 aprile 1928 - 28 novembre 1984);
- arciduca Giuseppe Arpàd (8 febbraio 1933), sposò la principessa Maria di Löwenstein-Wertheim-Rosenberg, ebbero figli;
- arciduca István Domenico d'Austria (1º luglio 1934), sposò Maria Anderl;
- arciduchessa Maria Kynga (27 agosto 1938), sposò in prime nozze, Ernst Kiss; in seconde nozze sposò Joachim Krist il 30 marzo 1988;
- arciduca Géza (14 novembre 1940), sposò, in prime nozze, Monika Decke; in seconde nozze sposò Elizabeth Jane Kunstadter;
- arciduca Michele d'Asburgo-Lorena (5 maggio 1942), sposò la principessa Cristiana di Löwenstein-Wertheim-Rosenberg.

Quindici anni dopo la morte di Giuseppe Francesco a Carcavelos, avvenuta in Portogallo il 25 settembre 1957, Anna risposò Reginald Kazanjian (1905-1990) con una cerimonia civile il 28 luglio 1972 a Ginevra, in Svizzera e con una cerimonia religiosa il 9 settembre 1972 a Veyrier, in Svizzera

## Ascendenza
|                                   |                        |                                      | Genitori                              |  |  | Nonni |  |  | Bisnonni             |  |  | Trisnonni                |  |
|                                   |                        |                                      |                                       |  |  |       |  |  | Giovanni di Sassonia |  |  | Massimiliano di Sassonia |  |
|                                   |                        |                                      |                                       |  |  |       |  |  | Giovanni di Sassonia |  |  | Massimiliano di Sassonia |  |
|                                   |                        | Carolina di Borbone-Parma            |                                       |  |  |       |  |  | Giovanni di Sassonia |  |  |                          |  |
| Giorgio di Sassonia               |                        |                                      |                                       |  |  |       |  |  | Giovanni di Sassonia |  |  |                          |  |
|                                   |                        | Amalia Augusta di Baviera            | Massimiliano I Giuseppe di Baviera    |  |  |       |  |  |                      |  |  |                          |  |
|                                   |                        | Amalia Augusta di Baviera            | Massimiliano I Giuseppe di Baviera    |  |  |       |  |  |                      |  |  |                          |  |
|                                   |                        | Amalia Augusta di Baviera            | Carolina di Baden                     |  |  |       |  |  |                      |  |  |                          |  |
| Federico Augusto III di Sassonia  |                        | Amalia Augusta di Baviera            |                                       |  |  |       |  |  |                      |  |  |                          |  |
|                                   |                        | Ferdinando II del Portogallo         | Ferdinando di Sassonia-Coburgo-Kohary |  |  |       |  |  |                      |  |  |                          |  |
|                                   |                        | Ferdinando II del Portogallo         | Ferdinando di Sassonia-Coburgo-Kohary |  |  |       |  |  |                      |  |  |                          |  |
|                                   |                        | Ferdinando II del Portogallo         | Maria Antonia di Koháry               |  |  |       |  |  |                      |  |  |                          |  |
| Maria Anna Ferdinanda di Braganza |                        | Ferdinando II del Portogallo         |                                       |  |  |       |  |  |                      |  |  |                          |  |
|                                   |                        | Maria II del Portogallo              | Pietro I del Brasile                  |  |  |       |  |  |                      |  |  |                          |  |
|                                   |                        | Maria II del Portogallo              | Pietro I del Brasile                  |  |  |       |  |  |                      |  |  |                          |  |
|                                   |                        | Maria II del Portogallo              | Maria Leopoldina d'Asburgo-Lorena     |  |  |       |  |  |                      |  |  |                          |  |
| Anna di Sassonia                  |                        | Maria II del Portogallo              |                                       |  |  |       |  |  |                      |  |  |                          |  |
|                                   | Leopoldo II di Toscana | Ferdinando III di Toscana            |                                       |  |  |       |  |  |                      |  |  |                          |  |
|                                   | Leopoldo II di Toscana | Ferdinando III di Toscana            |                                       |  |  |       |  |  |                      |  |  |                          |  |
|                                   | Leopoldo II di Toscana | Luisa Maria Amalia di Borbone-Napoli |                                       |  |  |       |  |  |                      |  |  |                          |  |
| Ferdinando IV di Toscana          | Leopoldo II di Toscana |                                      |                                       |  |  |       |  |  |                      |  |  |                          |  |
|                                   |                        | Maria Antonia di Borbone-Due Sicilie | Francesco I delle Due Sicilie         |  |  |       |  |  |                      |  |  |                          |  |
|                                   |                        | Maria Antonia di Borbone-Due Sicilie | Francesco I delle Due Sicilie         |  |  |       |  |  |                      |  |  |                          |  |
|                                   |                        | Maria Antonia di Borbone-Due Sicilie | Maria Isabella di Spagna              |  |  |       |  |  |                      |  |  |                          |  |
| Luisa d'Asburgo-Toscana           |                        | Maria Antonia di Borbone-Due Sicilie |                                       |  |  |       |  |  |                      |  |  |                          |  |
|                                   |                        | Carlo III di Parma                   | Carlo II di Parma                     |  |  |       |  |  |                      |  |  |                          |  |
|                                   |                        | Carlo III di Parma                   | Carlo II di Parma                     |  |  |       |  |  |                      |  |  |                          |  |
|                                   |                        | Carlo III di Parma                   | Maria Teresa di Savoia                |  |  |       |  |  |                      |  |  |                          |  |
| Alice di Borbone-Parma            |                        | Carlo III di Parma                   |                                       |  |  |       |  |  |                      |  |  |                          |  |
|                                   |                        | Luisa Maria di Borbone-Francia       | Carlo di Borbone-Francia              |  |  |       |  |  |                      |  |  |                          |  |
|                                   |                        | Luisa Maria di Borbone-Francia       | Carlo di Borbone-Francia              |  |  |       |  |  |                      |  |  |                          |  |
|                                   |                        | Luisa Maria di Borbone-Francia       | Carolina di Borbone-Due Sicilie       |  |  |       |  |  |                      |  |  |                          |  |
|                                   |                        | Luisa Maria di Borbone-Francia       |                                       |  |  |       |  |  |                      |  |  |                          |  |